# Karen Lachmann
Karen Lachmann (n. 30 mai 1916, Beijing, Guvernul Beiyang – d. 30 septembrie 1962, Gentofte⁠(d), amtul Copenhaga⁠(d), Danemarca) a fost o scrimeră daneză, medaliată olimpică. A participat la 4 ediții ale Jocurilor Olimpice (1936, 1948, 1952, 1956) în care a câștigat o medalie de argint și o medalie de bronz.